# آلته پوس
آلته پوس (انگلیسی: Alette Pos؛ زادهٔ ۳۰ مارس ۱۹۶۲) بازیکن هاکی روی چمن اهل هلند بود.